# Ministero dell'istruzione (Repubblica Dominicana)
Il Ministero dell'Istruzione (in spagnolo Ministerio de Educación – MINERD) è un dicastero del governo dominicano responsabile della pianificazione, gestione e realizzazione del sistema educativo del paese, nonché dell'amministrazione delle scuole pubbliche e della supervisione delle scuole private.
Nasce come ministero nel 1934 con il nome di Segreteria di Stato per l'istruzione e le belle arti (Secretaría de Estado de Educación y Bellas Artes), anche se sarà solo a partire dal 2000 che le sue responsabilità riguarderanno esclusivamente l'istruzione. La sua sede è a Santo Domingo. Il suo attuale ministro è Ángel Hernández Castillo, dall'8 agosto 2022.

## Storia
A partire dal 1844, le politiche sull'istruzione furono affidate alla Segreteria di Stato per la giustizia e la pubblica istruzione (attualmente Procura generale). Nel 1931 questo dicastero fu abolito, trasferendo i suoi poteri di giustizia alla Procura generale attraverso la legge n. 79, mentre attribuzioni relative alla pubblica istruzione e alle belle arti passarono alla Soprintendenza generale dell'istruzione con la legge n. 89.
Anni dopo, con la legge n. 786 del 30 novembre 1934, venne creata la Segreteria di Stato per l'istruzione e le belle arti, rimuovendo quindi l'attributo di "pubblica" all'istruzione. Fu successivamente ribattezzata Segreteria di Stato per l'istruzione, le belle arti e i culti dopo aver ricevuto poteri dalla Segreteria di Stato per le relazioni estere con decreto del 4 settembre 1965. Successivamente, l'ente cambierà nuovamente nome nel 1997 nella Segreteria di Stato per l'istruzione e la cultura attraverso la legge n. 66-97, che ridefinisce il sistema educativo dominicano.
Acquisirà i suoi attuali poteri nel 2000, quando verrà creata una nuova istituzione, la Segreteria di Stato per la cultura, attraverso la legge n. 41-00. Dal 2000 al 2010 ha portato il nome di Segreteria di Stato per l'istruzione; infine ha assunto l'attuale denominazione di Ministero dell'istruzione con il decreto 56-10.

## Struttura
Come gli altri ministeri della Repubblica Dominicana, il Ministero dell'istruzione è suddiviso in vice-ministeri. Questi sono:
- Vice-ministero per l'accreditamento e la certificazione dell'insegnamento
- Vice-ministero della supervisione, valutazione e controllo della qualità dell'istruzione